# Auditorium Parco della Musica

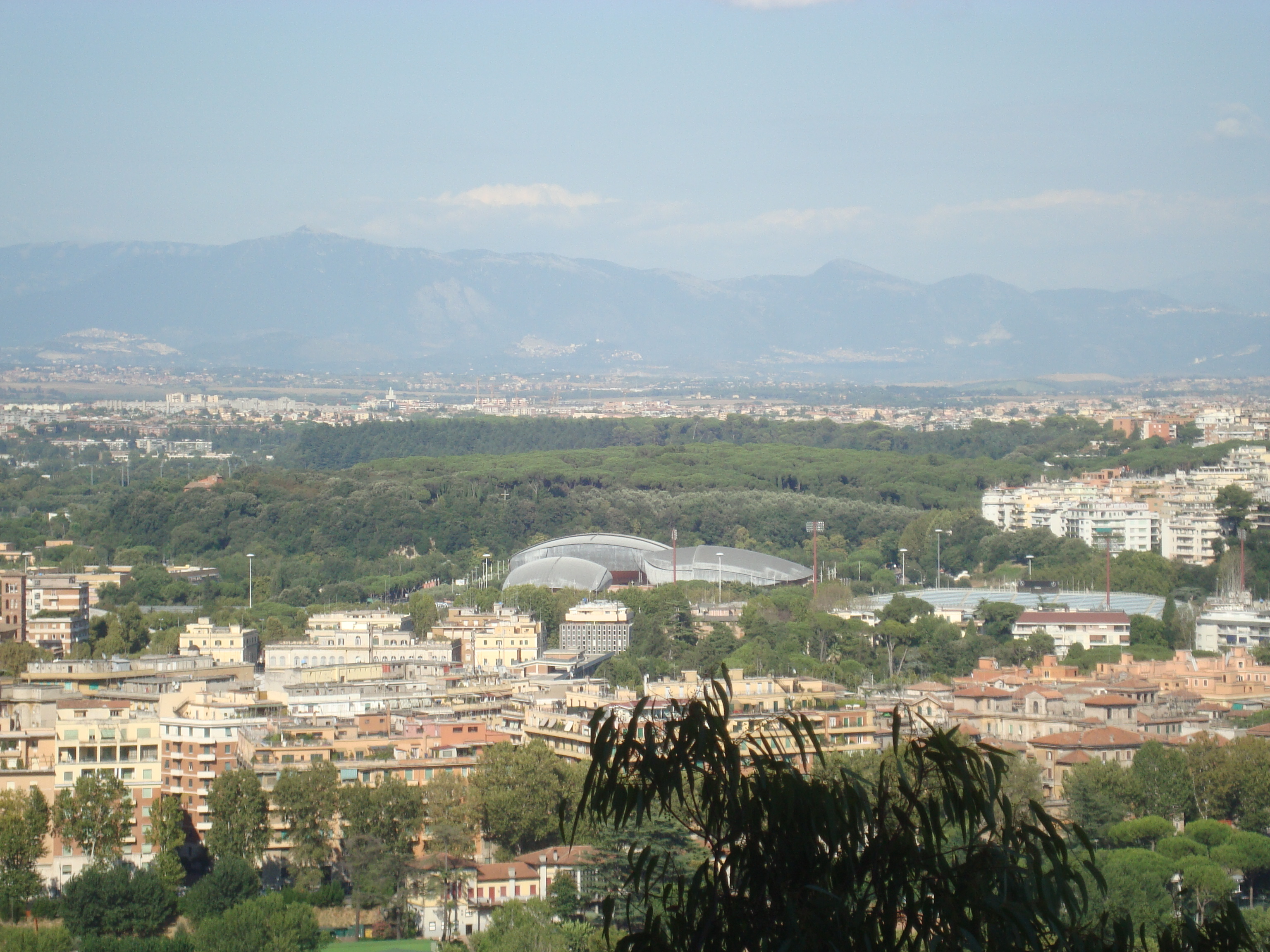
Gesamtansicht des Auditorium Parco della Musica

Das Auditorium Parco della Musica ist ein 2002 eröffnetes, ab 1994 erbautes Kulturzentrum in Rom. Das Bauwerk mit einer Fläche von 55.000 m² wurde nach Plänen des italienischen Architekten Renzo Piano erbaut und befindet sich im Stadtteil Parioli an der Via Flaminia.  
Das Kulturzentrum umfasst Konzerthallen, Theaterbühnen und Flächen für wechselnde Ausstellungen. Der Bau verfügt über vier Säle: Sala Santa Cecilia (2.756 Plätze), Sala Sinopoli (1.133 Plätze), Sala Petrassi (673 Plätze) und das Teatro Studio (350 Plätze).
Das Auditorium ist Sitz der Accademia Nazionale di Santa Cecilia.
Betreiber ist die öffentliche Stiftung Fondazione Musica per Roma, die 2004 aus der 1999 von der Stadt Rom gegründeten Verwaltungs-Aktiengesellschaft des Auditoriums hervorging.